# Obsidian
- Vezi și: Obsidian (dezambiguizare)

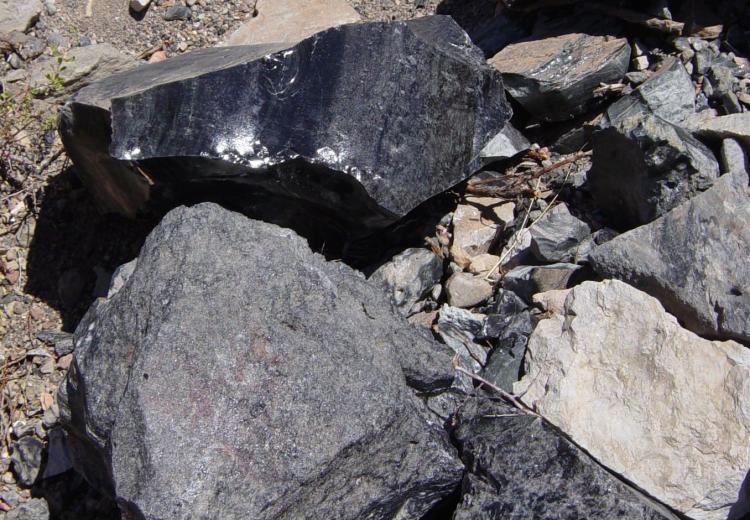
Obsidian (lucește), Riolit de culoare deschisă

Obsidianul este o rocă vulcanică, amorfă, sticloasă, fără a se putea distinge o structură granulară mineralelor. Cele mai vechi piese din obsidian datează de 9000 de ani. Numele provine de la Obsius, romanul care l-a adus din Ethiopia la Roma.

## Formare

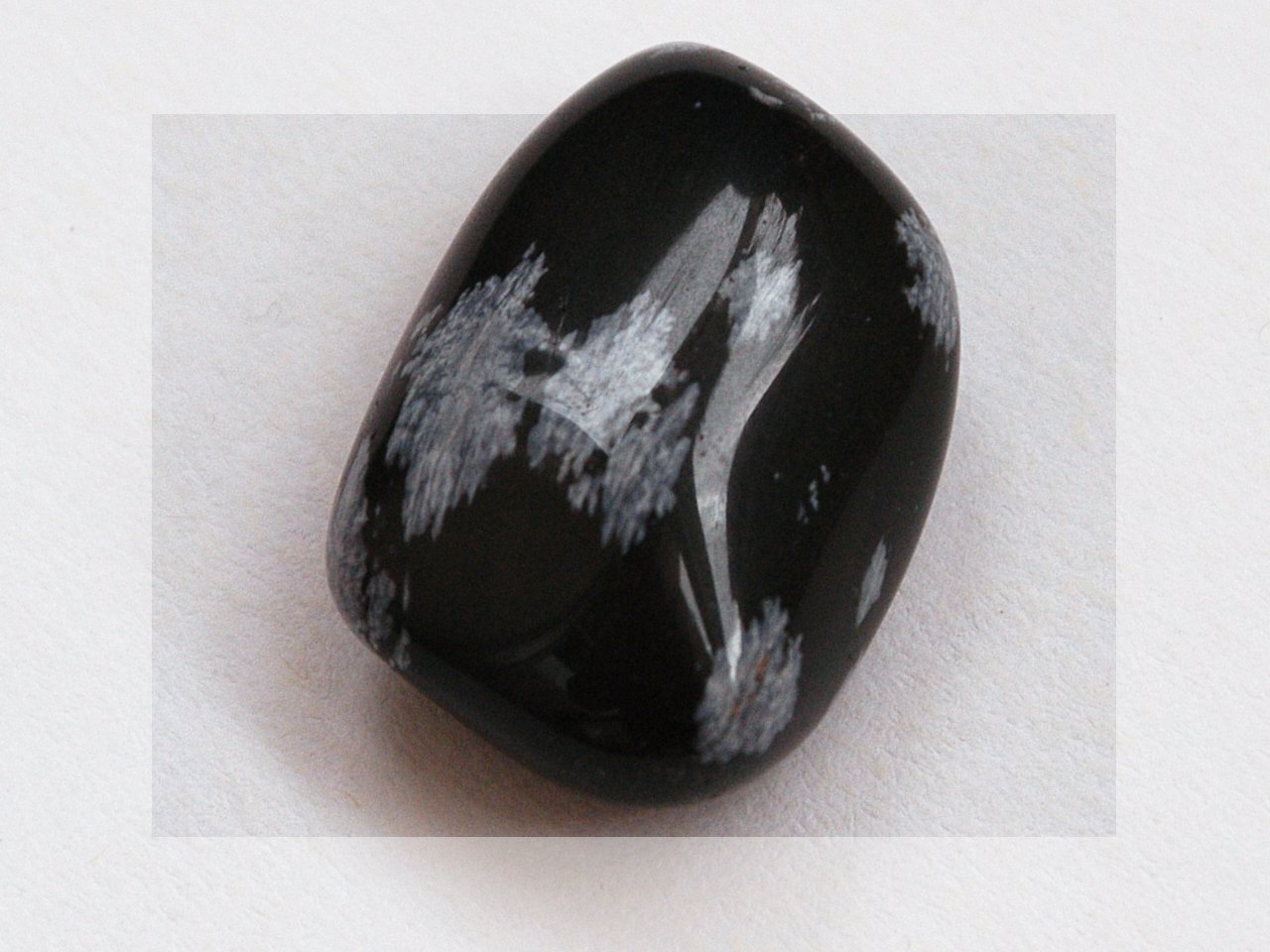
Obsidian șlefuit

Obsidianul se formează prin răcirea rapidă a lavei, fiind un material ce conține un procent maximal de 3 % apă. În cazul în care conține o cantitate mare, iar pe lângă aceasta conține și gaze, ca CO2, la o răcire rapidă se formează o rocă vulcanică poroasă numită piatră ponce. La o răcire mai lentă se formează o variantă de rocă neagră sticloasă cu luciu de smoală (germană: Pechstein).
Obsidianul este bogat în elemente mai ușoare, cum ar fi siliciul, oxigenul, aluminiul, sodiul și potasiul. Se găsește frecvent în marginile fluxurilor de lavă, cunoscute sub numele de fluxuri de obsidian. Aceste fluxuri au un conținut ridicat de silice, conferindu-le o vâscozitate ridicată. 
Formarea rocilor amorfe sticloase, este posibilă prin concentrația ridicată de silicați, ca și în cazul vâscozității mari a lavei. Datorită răcirii rapide, lava nu are timp să se cristalizeze, rezultând structura amorfă sticloasă. În cazul unei grosimi mai mari a stratului de lavă, se pot forma și texturi porfirice, după caz, cristale în masa rocii cu structură sticloasă. Roca poate, în anumite condiții, să se transforme, în perioadele geologice, din forma amorfă într-o formă porfirică cristalină.
Mineralul are un conținut ridicat de silicați, care ating o concentrație de până la 70%. Peste acest procent, roca va aparține familiei riolitului, care sunt echivalente granitului.
Mai rar, obsidianul are procent mai scăzut de silicați, în care se prezintă sub forme de trecere la trahite, andezite. Obsidianul era deja cunoscut chiar și de romani, aceștia aducându-l din Etiopia.

## Variante deosebite

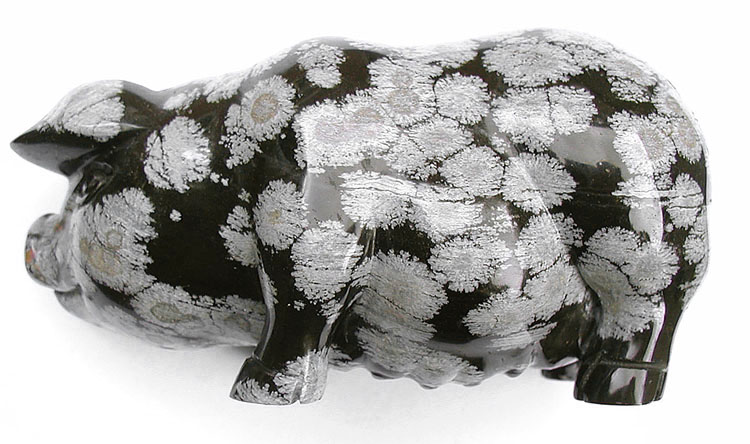
Obsidian-fulgi de zăpadă, porc șlefuit de 10 cm lungime

O varietate rară este obsidianul-fulgi de zăpadă, care are în masa de obsidian sferolite cu un diametru de cca. 1 cm dispuse radial, care sunt compuse din punct de vedere mineralogic frecvent din feldspat sau cristobalit (o variantă de cuarț transformat la temperaturi mari). Această varietate de obsidian se găsește în Utah.
Obsidianul poate conține modele de bule de gaz rămase din fluxul de lavă, aliniate de-a lungul straturilor create pe măsură ce roca topită curgea înainte de a fi răcită. Aceste bule pot produce efecte interesante, cum ar fi un luciu auriu (obsidian lucios). Un luciu iridescent, asemănător curcubeului (obsidian de foc) este cauzat de incluziuni de nanoparticule de magnetită care creează interferențe de peliculă subțire. Obsidianul colorat, cu dungi (obsidian curcubeu) din Mexic conține nanobastonașe de hedenbergit, care provoacă efectele de dungi curcubeu prin interferența peliculei subțiri.

## Habitus
Culoarea rocii depinde de natura impurităților, și de gradul lor de oxidare. Cu toate că rocile care au un conținut ridicat în silicați au o culoare deschisă ca de exemplu granitul, obsidianul este frecvent de o culoare închisă, de un verde-închis până la negru, mai rar roșcat. Această culoare închisă a rocii se datorează impurităților fine de hematit, magnetit. Prin eroziunea rocilor de la suprafață rămân fragmente (nugget) de obsidian numite în regiunea Alpilor lacrima apașilor. În rândul poporului circulă zvonul că în acel loc ar fi murit un indian apaș.

## Răspândire
Cele mai importante locuri unde s-a descoperit obsidian sunt în Europa și Asia (Orientul apropiat):
- Lipari, Italia;
- Hassan Dag, Turcia;
- Ikizdere, Turcia;
- Landmannalaugar Islanda;
- in apropiere de Erevan, Armenia;
- Melos, Grecia;
- Monte Arci Sardinia;
- Nemrut (Vulkan), Turcia;
- Palmarola Italia;
- Pantelleria (Italia);

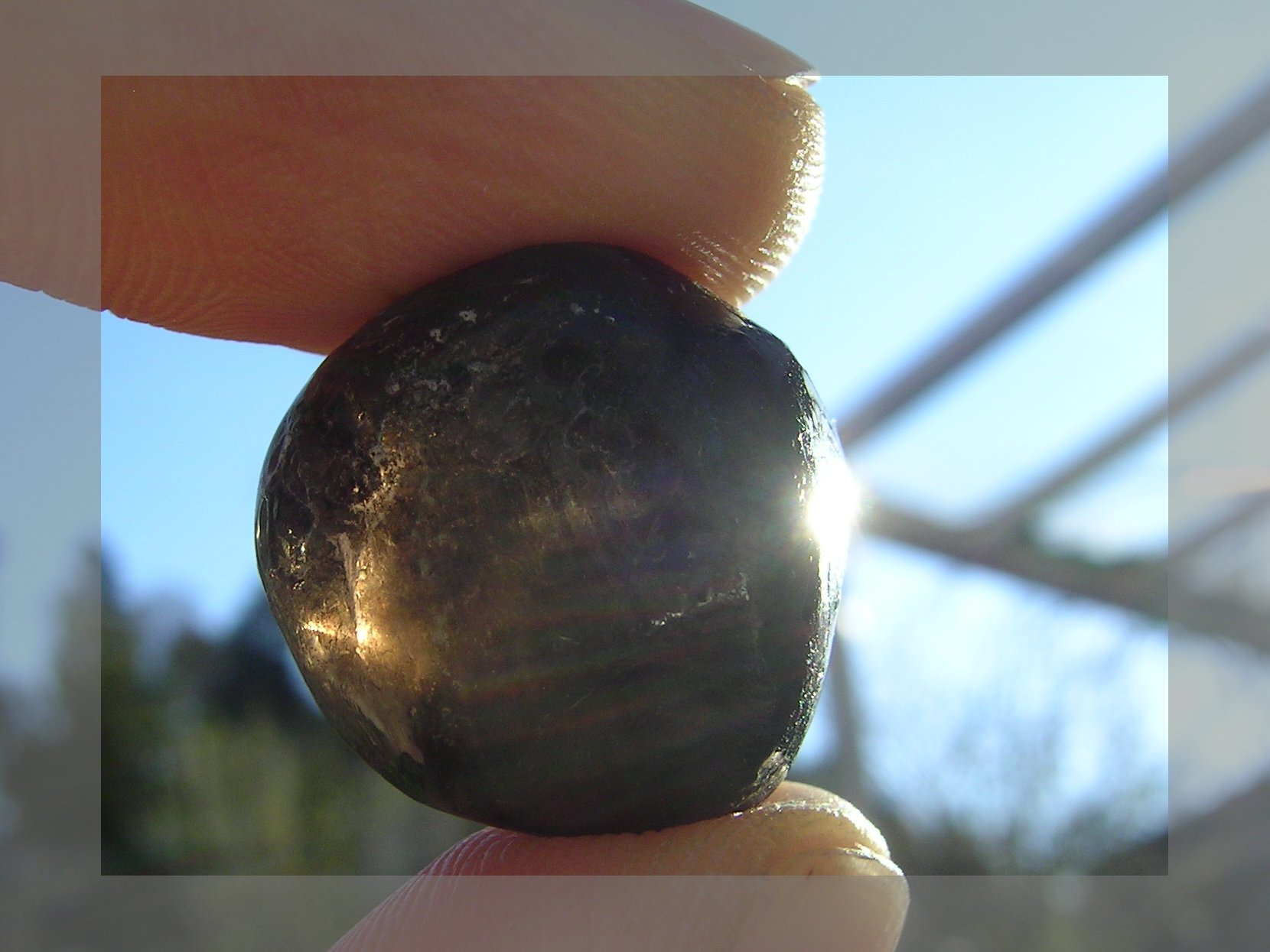
Lacrima apașilor ținut la lumină

- Transilvania, la Perșani, Săcărâmb, Ciceu, Glod, Cerbăl, etc;[4]
- zona Tokaj-Prešov, din Ungaria de nord-est și Slovacia de sud-est;[4]
- Meißen, Sachsen Germania;

## Utilizare
Obsidianul este una dintre cele mai vechi materii prime utilizate vreodată, cele mai timpurii exemple datând din Paleolitic. Va fi folosit constant în mezolitic și în neolitic. În Epoca Bronzului va fi utilizat de culturi precum Otomani. Datorită colțurilor ascuțite, spărturii așchioase și durității, în epoca de piatră obsidianul a fost folosit la confecționarea uneltelor, ca și cremenea, motiv pentru care este supranumit și aurul negru al epocii de piatră. 
Locurile unde poate fi găsit în bazinul mediteraneean erau cunoscute, roca de aici (identificată de geologi) fiind găsită la distanțe mari. În Asia Mică era folosit ca vase de obsidian sau în Roma antică obsidianul era șlefuit și folosit ca oglindă. După grosimea stratului hidratat de la suprafața rocii a ajutat experților la stabilirea vârstei de la data șlefuirii. Deoarece prin comerț obsidianul a ajuns la distanțe mari de locul de origine, la stabilirea  locului de origine în care a fost găsită roca a fost de mare ajutor raportul impurităților.
În Mexic, la Teotihuacán, obsidianul era folosit la confecționarea unor statuete de zei. S-a folosit obsidian, negru, argintiu sau auriu, care numai la lumină au o culoare deschisă, la umbră toate variantele par negre.
În ocultism, ca magia neagră (o pseudoștiință), se crede că cel ce poartă la sine o amuletă din obsidian este apărat față de pericole, influențe negative sau prieteni falși.
În prezent, obsidianul este folosit pentru confecționarea obiectelor de artă, pietrelor semiprețioase sau în chirurgia estetică.